# Inhibitor neuraminidázy
Inhibitory neuraminidázy jsou antivirotika, která blokují funkci virového proteinu neuraminidázy, čímž zabraňují množení viru z hostitelské buňky.
K těmto substancím patří oseltamivir a zanamivir.
Inhibitory neuraminidázy jsou účinné jak proti chřipce A, tak proti chřipce B (na rozdíl od dříve objevených inhibitorů M2 – inhibitorů proteinu M2 – jako amantadin a rimantadin, účinných mj. pouze proti chřipce A).